# سنگاپور ایرلاینز کارگو
سنگاپور ایرلاینز کارگو (به انگلیسی: Singapore Airlines Cargo) یک شرکت هواپیمایی باری با کد یاتا SQ است که در تاریخ ۲۰۰۱ میلادی تأسیس شده‌است.
دفتر مرکزی سنگاپور ایرلاینز کارگو در سنگاپور واقع شده‌است و قطب این شرکت هواپیمایی در فرودگاه چانگی سنگاپور قرار دارد و به ۲۴ مقصد، پرواز مستقیم انجام می‌دهد.